# Sandpoint
Sandpoint è una city degli Stati Uniti, capoluogo della contea di Bonner dello stato dell'Idaho.

## Società

### Evoluzione demografica
Al censimento del 2000 la città contava 6 835 abitanti, passati a 7 365 nel 2010.

## Economia

### Turismo
La maggiore industria della città è costituita dal turismo per la vicinanza al Lago Pend Oreille e alla catena delle Schweitzer Mountain.